# Campofrío Food Group

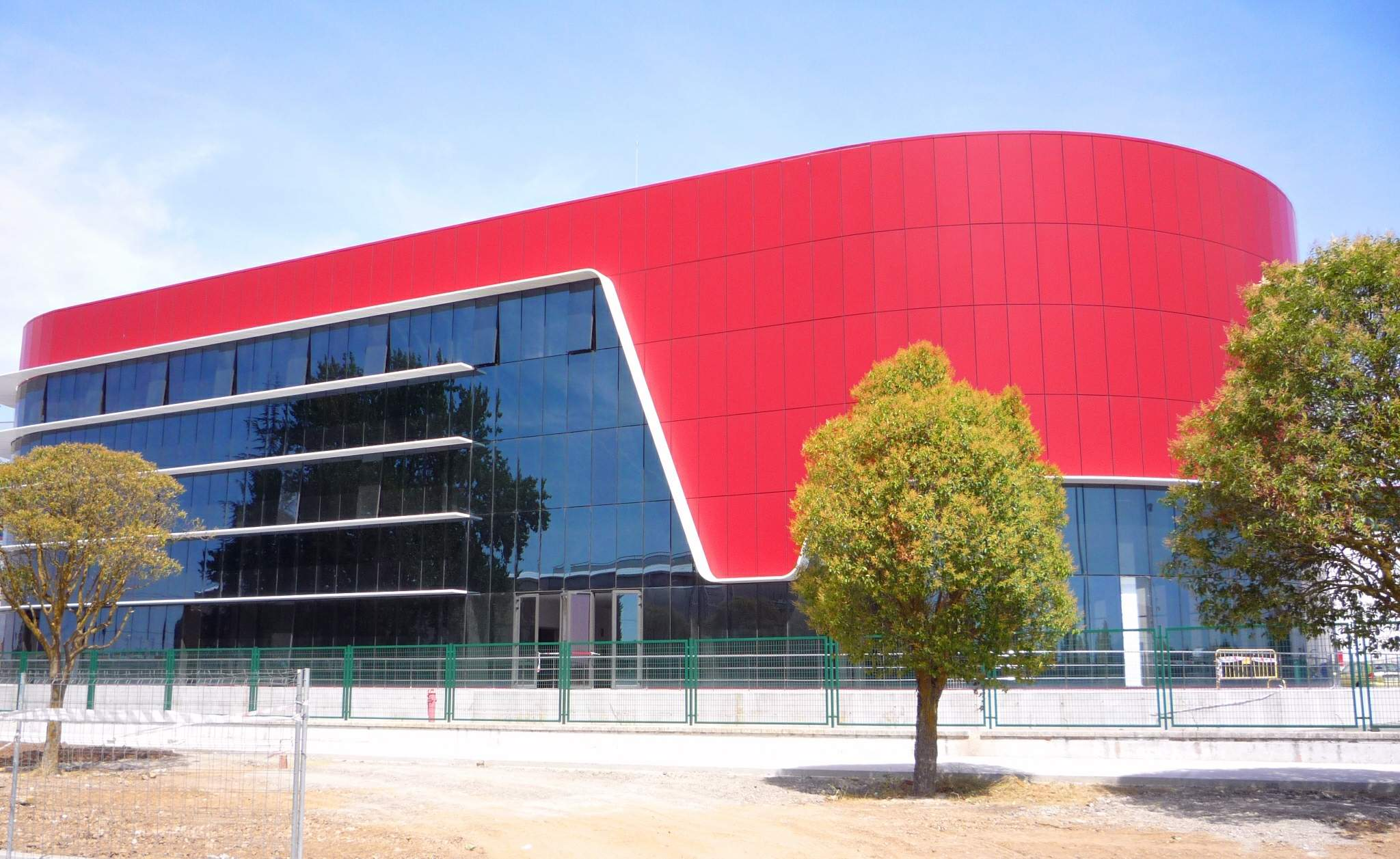
Fabrik von Campofrío in Burgos

Die Campofrio Food Group ist ein spanischer Lebensmittelhersteller mit Hauptsitz in Madrid. Die Gruppe ist mit einem Umsatz von rund 2 Milliarden Euro der größte Fleischverarbeiter Europas und gehört zu den fünf größten weltweit.

## Geschichte
Die Campofrio Food Group entstand im Jahr 2008 aus der Fusion des spanischen Unternehmens Campofrío Alimentación S.A. mit der französischen Groupe Smithfield S.L. In der Groupe Smithfield hatte der US-amerikanische Schweinefleisch-Konzern Smithfield Foods seine Europa-Aktivitäten vereint, nachdem er 2006 Sara Lee Foods Europe, die Europa-Tochter des amerikanischen Unternehmens Sara Lee, übernommen hatte.
Im November 2013 gab der zur Grupo Alfa gehörende mexikanische Lebensmittelhersteller Sigma Alimentos ein Gebot in Höhe von 908 Millionen US-Dollar zur Übernahme der Campofrio Food Group ab. Im Januar 2014 schloss Sigma mit dem größten chinesischen Fleischverarbeiter Shuanghui International Holdings eine Vereinbarung über eine zeitlich befristete finanzielle Beteiligung von Shuanghui an einer indirekten Übernahme der Campofrio-Gruppe mittels des erst 2013 von Shuanghui mehrheitlich erworbenen US-amerikanischen Schweinefleisch-Konzerns Smithfield Foods.
Die Beteiligung von Shuanghui an Campofrio wurde Mitte 2015 an den Mehrheitspartner Sigma Alimentos verkauft.

## Struktur
Die Campofrio-Gruppe besteht aus acht eigenständig operativen Tochterunternehmen sowie zwei Beteiligungen. In den insgesamt 30 Betriebsstätten sind fast 11.000 Mitarbeiter beschäftigt.
Tochterunternehmen:
- Groupe Aoste (Frankreich): gegründet 1976, 2008 von der Campofrio Food Group übernommen, heute größter Produktionsstandort für Rohschinken in Europa, produziert Hart- und Brühwürste, ist Marktführer in Frankreich
- Campofrío (Spanien)
- Campofrio Food Group America (USA)
- CFG Deutschland (Deutschland)
- Fiorucci (Italien)
- Imperial Meat Products (Belgien): rund 800 Mitarbeiter und 200 Mio. Euro Umsatz
- Nobre (Portugal)
- Stegeman (Niederlande)

Gemeinschaftsunternehmen und Minderheitsbeteiligungen:
- Caroli (Rumänien): Gemeinschaftsunternehmen mit der Caroli Foods Group
- Jean Caby (Frankreich): Beteiligung 49 %; die anderen 51 % wurden 2012 an das Unternehmen Foxlease Food des franko-amerikanischen Investmentunternehmers Eric Steiner verkauft

Lizenzmarken:
- Disney (Kinderwurst von Imperial Meat Products)